# Arnold (Minnesota)
Arnold és una concentració de població designada pel cens dels Estats Units a l'estat de Minnesota. Segons el cens del 2000 tenia 3.032 habitants.

## Demografia
Segons el cens del 2000, Arnold tenia 3.032 habitants, 1.108 habitatges, i 850 famílies. La densitat de població era de 101,3 habitants per km².
Dels 1.108 habitatges en un 36,7% hi vivien nens de menys de 18 anys, en un 66,2% hi vivien parelles casades, en un 6,8% dones solteres, i en un 23,2% no eren unitats familiars. En el 18,7% dels habitatges hi vivien persones soles el 6,1% de les quals corresponia a persones de 65 anys o més que vivien soles. El nombre mitjà de persones vivint en cada habitatge era de 2,73 i el nombre mitjà de persones que vivien en cada família era de 3,11.
Per edats la població es repartia de la següent manera: un 27,4% tenia menys de 18 anys, un 6,9% entre 18 i 24, un 31,1% entre 25 i 44, un 23,8% de 45 a 60 i un 10,8% 65 anys o més.
L'edat mediana era de 38 anys. Per cada 100 dones de 18 o més anys hi havia 104,7 homes.
La renda mediana per habitatge era de 46.111 $ i la renda mediana per família de 53.194 $. Els homes tenien una renda mediana de 40.281 $ mentre que les dones 28.397 $. La renda per capita de la població era de 18.104 $. Entorn del 5,5% de les famílies i el 5,2% de la població estaven per davall del llindar de pobresa.

## Poblacions més properes
El següent diagrama mostra les poblacions més properes.